# 붉은세줄무늬주머니쥐
붉은세줄무늬주머니쥐(Monodelphis umbristriata)는 주머니쥐과에 속하는 남아메리카 주머니쥐의 일종이다. 브라질에서 발견된다. 북방세줄무늬주머니쥐의 이명으로 간주하기도 한다.